# 危孝先
危孝先，字敦本，浙江臨海人。明初官員，進士出身。官至陵川縣丞。
危孝先於洪武四年（1371年）考中辛亥科進士。官至陵川縣丞，因事連坐，需做苦工贖罪。其子危貞昉為諸生，上疏明言其父年老體衰，不堪勞力，請求替父服役。朝廷降詔允許，孝先得以歸養。貞昉最終因勞累病卒。事見《明史·孝義傳》中。